# Indische kwak
De Indische kwak (Gorsachius melanolophus) is een vogel uit de familie der reigers (Ardeidae).

## Kenmerken
De Indische kwak wordt ongeveer 47 cm groot. Het verendek is roodachtig bruin, donkerder aan de onderzijde met fijne zwarte strepen. De onderzijde van de vleugels is zwart. De kop is zwart gekroond en blauw rond de ogen.

## Voeding en habitat
Deze vogel komt voor in de buurt van water maar ook in stedelijke parken en eet voornamelijk wormen en kikkers maar soms ook vis en hagedissen.

## Verspreiding
De Indische kwak komt voor in Bangladesh, Brunei, Cambodja, China, India, Indonesië, Japan, Laos, Maleisië, Myanmar, Nepal, de Filipijnen, Singapore, Sri Lanka, Taiwan, Thailand Vietnam en als dwaalgast op Christmaseiland en in Palau. Op de internationale lijst van bedreigde diersoorten (IUCN) staat hij vermeld als niet bedreigd.